# José Sócrates
José Socrates [žuze sokrateš], celým jménem José Sócrates Carvalho Pinto de Sousa (* 6. září 1957, Porto) je portugalský politik, v letech 2005–2011 předseda vlády. Ve druhé polovině roku 2007 během portugalského předsednictví v Evropské unii zastával úřad předsedy Rady EU. V letech 2004–2011 byl předsedou portugalské Socialistické strany. V domácí politice již dříve působil jako ministr mládeže a sportu a ministr životního prostředí ve vládě Antónia Guterrese.
V listopadu 2014 byl zatčen a obviněn z korupce a daňových úniků.

## Vyznamenání
- velkokříž Řádu prince Jindřicha – Portugalsko, 21. dubna 2005[3]
- Řád bílé hvězdy I. třídy – Estonsko, 25. listopadu 2005[4]
- velkostuha Řádu jordánské hvězdy – Jordánsko, 28. května 2009
- velkokříž Norského královského řádu za zásluhy – Norsko, 25. září 2009
- velkokříž Řádu za zásluhy – Chile, 31. srpna 2010
- rytíř velkokříže Řádu svatého Řehoře Velikého – Vatikán, 3. září 2010
- velkokříž Maltézského záslužného řádu – Suverénní řád Maltézských rytířů, 23. listopadu 2010
- velkokříž Řádu dubové koruny – Lucembursko, 6. prosince 2010